# Американська асоціація спостерігачів змінних зір
Американська асоціація спостерігачів змінних зір (англ. the American Association of Variable Star Observers, AAVSO) — організація, що координує спостереження за змінними зорями, які здебільшого роблять астрономи-аматори, збирає отримані криві блиску та надає доступ до цих даних професійним астрономам, дослідникам і педагогам.
Одне з найвідоміших об'єднань за участі аматорів астрономії.
Професійні астрономи не мають часу та ресурсів для стеження за кожною змінною зорею, тому астрономія є однією з небагатьох наук, де аматори можуть робити цінний внесок у наукові дослідження.

## Історія
Організація заснована 1911 року Вільямом Тайлером Олкоттом.
Штаб-квартира AAVSO спочатку була розташована в резиденції засновника в місті Норвіч, штат Коннектикут. 1918 року, після реєстрації AAVSO як публічної організації, вона фактично перебралася до обсерваторії Гарвардського коледжу, яка пізніше офіційно надала офіс для штаб-квартири AAVSO (1931—1953). Потім штаб-квартира переїхала на околицю Кембриджа, де перебувала до 1985 року, коли купила свою першу будівлю — Центр астрономічних даних і досліджень ім. Клінтона Форда. 2007 року AAVSO придбала приміщення журналу Sky & Telescope, які звільнилися незадовго до того, та перебралася туди.
Станом на 2018 рік у базі даних AAVSO International Database зберігалося понад 35 мільйонів спостережень. Щорічно до організації надходило близько мільйона спостережень від майже 2000 професійних та аматорських спостерігачів. Ці спостереження регулярно цитуються в наукових журналах.
20-мільйонне спостереження надійшло до бази даних 2011 року — на сотий рік існування AAVSO.
AAVSO працює у галузі освіти та інформування громадськості. Вона регулярно проводить навчальні семінари для громадян, що цікавляться наукою, та публікує статті з аматорами як співавторами. У 1990-х роках за підтримки Національного наукового фонду (NSF) AAVSO розробила «Практичну програму з астрофізики» (англ. Hands-On Astrophysics curriculum), відому зараз як «Астрономія змінних зір» (Variable Star Astronomy). 2009 року AAVSO отримала від Національного наукового фонду грант на суму 800 000 $ для проекту Citizen Sky — професійно-аматорської співпраці, яка вивчала затемнення зорі Епсилон Візничого 2009—2011 років.
На честь організації названо астероїд (8900) AAVSO.

## Директори
Чинний директор AAVSO — Стиліані (Стелла) Кафка — у лютому 2015 року змінила на цій посаді Арне Хендена. Попереднім директором AAVSO протягом трьох десятиліть була Джанет Маттеї, яка померла в березні 2004 року від лейкемії.
- Леон Кемпбелл (англ. Leon Campbell, 1915—1949)
- Маргарет Маялл (англ. Margaret Mayall, 1949—1973)
- Джанет Маттеї (англ. Janet Akyüz Mattei, 1973—2003)
- Елізабет Вааген (англ. Elizabeth O. Waagen, 2003—2005)
- Арне Хенден (англ. Arne Henden, 2005—2015)
- Стиліані Кафка (англ. Styliani Kafka, 2015—дотепер)

## Публікації
- AAVSO Alert Notice.
- Journal of the American Association of Variable Star Observers (JAAVSO) — ISSN: 0271-9053 (паперовий); ISSN: 2380-3606 (Online)[17]
- Циркуляр AAVSO (англ. AAVSO Circular) — публікувався з 1970 до 2000 року під редакцією Джона Бортля (англ. John E. Bortle)[18].